# Oxurion
Oxurion, tot 2019 ThromboGenics genaamd, is een biofarmaceutisch bedrijf dat oogheelkundige therapieën ontwikkelt op het gebied van netvliesaandoeningen. Oxurion heeft het hoofdkantoor in Leuven, België. Het bedrijf staat genoteerd aan Euronext Brussel onder de naam OXUR.

## Geschiedenis
Oxurion werd als ThromboGenics in 2006 opgericht door onder meer Désiré Collen, als holdingmaatschappij voor Thromb-X. Dat was een spin-off van de Katholieke Universiteit Leuven opgericht door Désiré Collen), Producell Biotech NV (dochteronderneming van Thromb-X, het Ierse ThromboGenics Limited en diens Amerikaans filiaal ThromboGenics Inc. Het startkapitaal was voor een goed deel afkomstig uit de royalty's die Désiré Collen had ontvangen voor zijn tissue plasminogen activator. Later werd vers kapitaal opgehaald door diverse aandelenuitgiften. In 2007 werd Thromb-X volledig overgenomen door ThromboGenics NV en in 2009 gebeurde dit ook met ThromboGenics Limited. ThromboGenics werd vanaf 2008 geleid door Patrik De Haes. In de raad van bestuur zetelden naast voorzitter Désiré Collen onder meer Patricia Ceysens en Jean-Luc Dehaene.

## Onderzoeksactiviteiten

### AMD en GA
Oxurion richt zich op de behandeling van leeftijdsgebonden maculadegeneratie (AMD), een progressieve degeneratieve oogziekte die de macula en de fovea aantast. Dit is het centrale deel van het netvlies dat verantwoordelijk is voor scherp zicht. Het is een van de belangrijkste oorzaken van gezichtsverlies bij 50-plussers. AMD wordt ingedeeld in drie stadia: vroege AMD, intermediaire AMD en gevorderde of late AMD.
Gevorderde AMD wordt onderverdeeld in twee subvormen: natte AMD (gekenmerkt door abnormale groei van bloedvaten onder het netvlies en lekkage van vloeistof of bloed, wat leidt tot snel en ernstig verlies van het centrale gezichtsvermogen. Het kan leiden tot aanzienlijke vervorming van het gezichtsvermogen en vereist onmiddellijke behandeling om verder verlies van het gezichtsvermogen te voorkomen) en droge AMD of Geografische Atrofie (GA) de meer voorkomende vorm, die ongeveer 85-90% van de gevallen van AMD uitmaakt en die wordt gekenmerkt door atrofische laesies die eerst in het buitenste netvlies verschijnen (extra-foveale GA) en zich langzaam naar de fovea (foveale GA) ontwikkelen, wat na verloop van tijd leidt tot onomkeerbaar verlies van het gezichtsvermogen.
Natte AMD kan worden behandeld met intravitreale injecties met VEGF-therapieën (zoals Eylea, Vabysmo of Lucentis) om de vorming, groei en lekkage van de abnormale bloedvaten te verminderen.
Voor droge AMD/GA werden de eerste twee geneesmiddelen, Syfovre van Apellis en Izervay van Astellas, in 2023 goedgekeurd door de FDA. Deze twee geneesmiddelen, die gericht zijn tegen het complementsysteem, hebben in klinische onderzoeken aangetoond dat de groei van GA-laesies met ongeveer 35% afneemt met maandelijkse IVT-injecties, maar dat het gezichtsvermogen niet significant verbetert. Hierdoor is er een enorme behoefte aan een effectieve behandelingsoptie voor deze GA-patiënten.
Oxurions strategie is om verder te kijken dan het complementsysteem, nieuwe oorzaken te identificeren die betrokken zijn bij de pathogenese van de ziekte en geneesmiddelen met meerdere werkingen te ontwikkelen om GA-patiënten behandelingsopties te bieden.
Om nieuwe cellulaire paden te identificeren die het netvlies op een krachtige manier kunnen beschermen tegen verdere degeneratie, heeft Oxurion een werkwijze opgezet om oorzaken voor GA te ontdekken. Dit proces bestaat uit een genoombrede screening met behulp van CRISPR-genmodulatietechnologie van een in vitro celtest die zeer representatief is voor het GA-stadium van de ziekte ("patient in a dish"). Het bedrijf richt zich voornamelijk op de identificatie van cytoprotectieve oorzaken via de CRISPR-gebaseerde systematiek.
Oxurion richt zich op de nieuwe oorzaken die via dit systeem zijn geïdentificeerd en kondigde aan dat het aan het eind van het tweede kwartaal van 2024 zou beginnen met het genereren van zijn multispecifieke propositie.
Oxurion ontwikkelt momenteel 2 moleculen die als therapie voor diabetische oogziekten (diabetisch macula oedeem) en andere retinale aandoeningen (natte ouderdomsgerelateerde maculair degeneratie en retinale vasculaire occlusie) kunnen gaan dienen. Er lopen momenteel 2 klinische studies voor oogziekten waar ofwel geen therapie voor bestaat of een alternatieve therapie voor nodig is:
- THR-149 (een Pkal Inhibitor) voor diabetisch macula oedeem
- THR-687 (een Pan RGD integrin antagonist) voor diabetische retinopathie

Het belangrijkste product van het bedrijf, Jetrea (ocriplasmine), is goedgekeurd door de Amerikaanse FDA voor de symptomatische behandeling van VMA en werd gelanceerd in januari 2013.